# Ursinus
Ursinus, známý též jako Ursicinus, byl v roce 366 po smrti papeže Liberia zvolen příznivci ariánů vzdoropapežem proti Damasu I.
U moci se udržel několik měsíců a počátkem roku 367 byl nucen odstoupit, přenechat úřad Damasu I. a odejít do vyhnanství. Umírá po roce 381.